# Halowe Mistrzostwa Świata w Lekkoatletyce 1989 – skok wzwyż mężczyzn

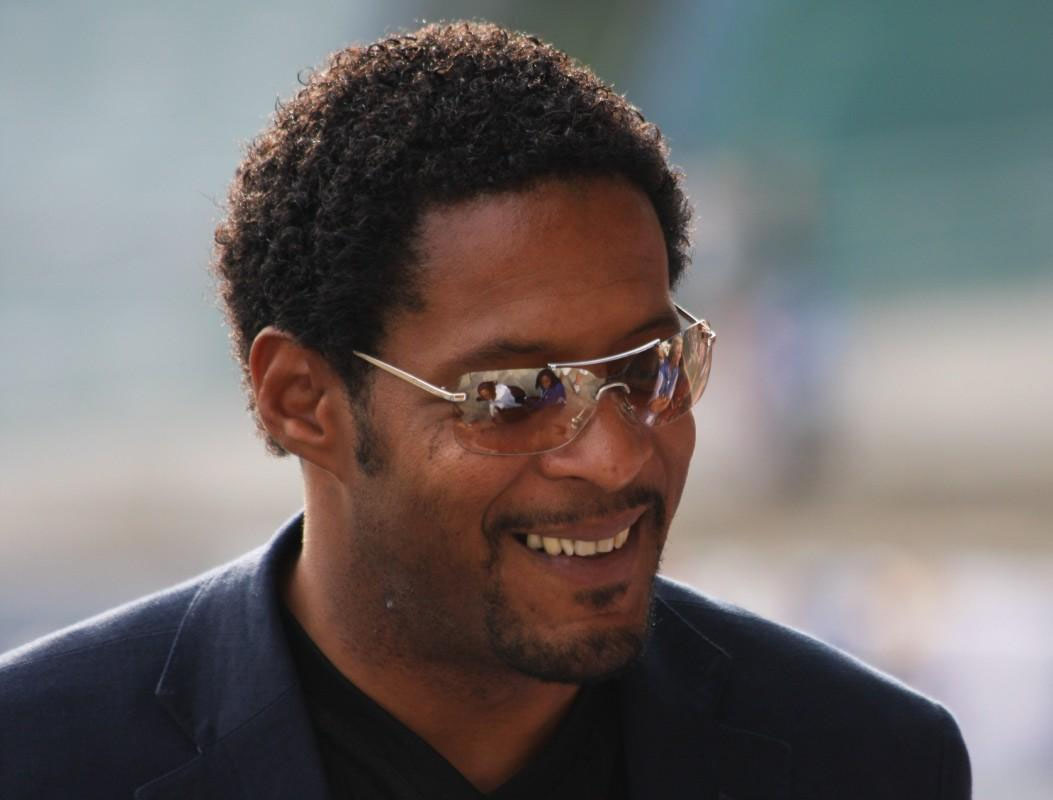
Javier Sotomayor

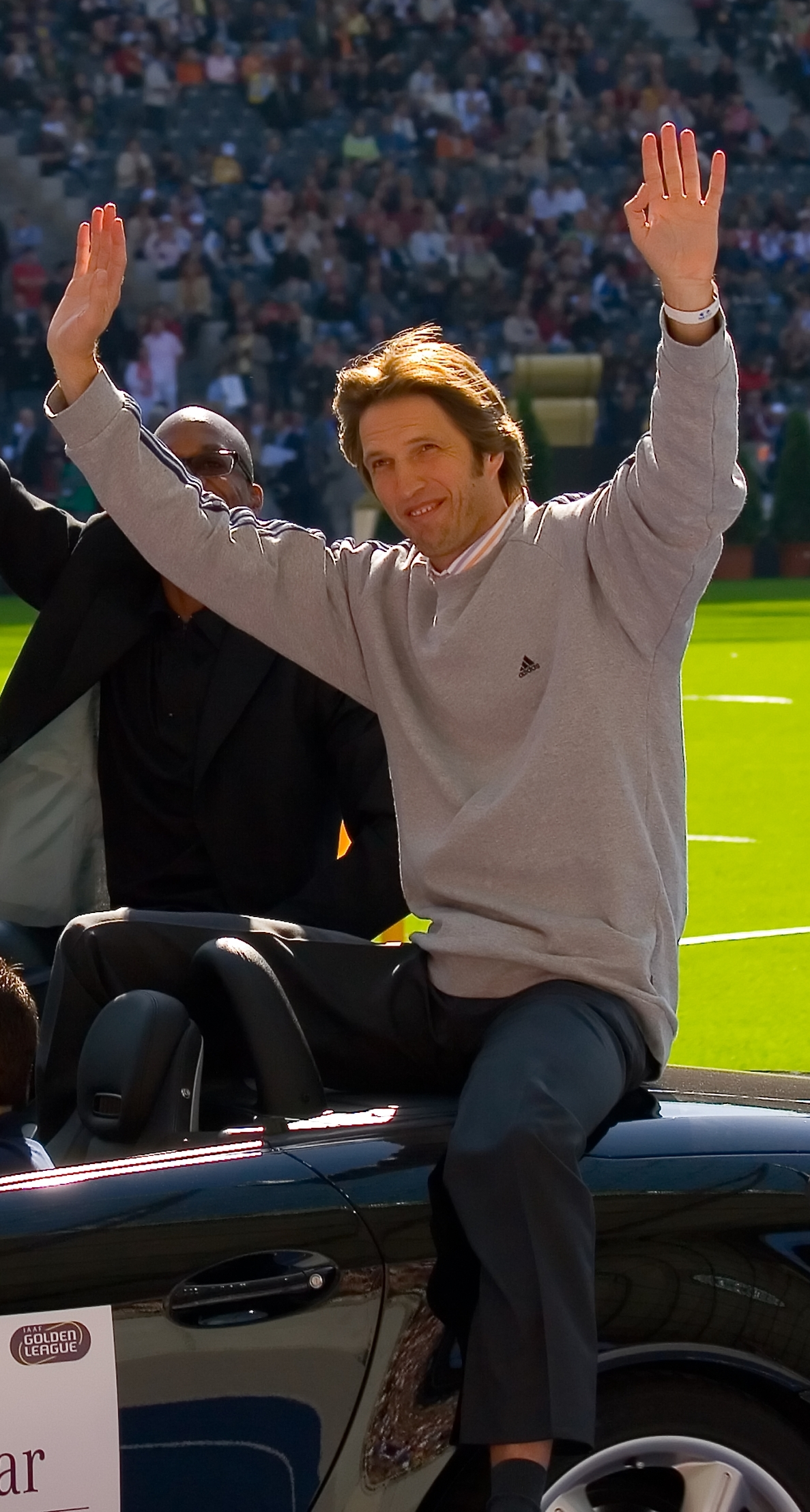
Dietmar Mögenburg

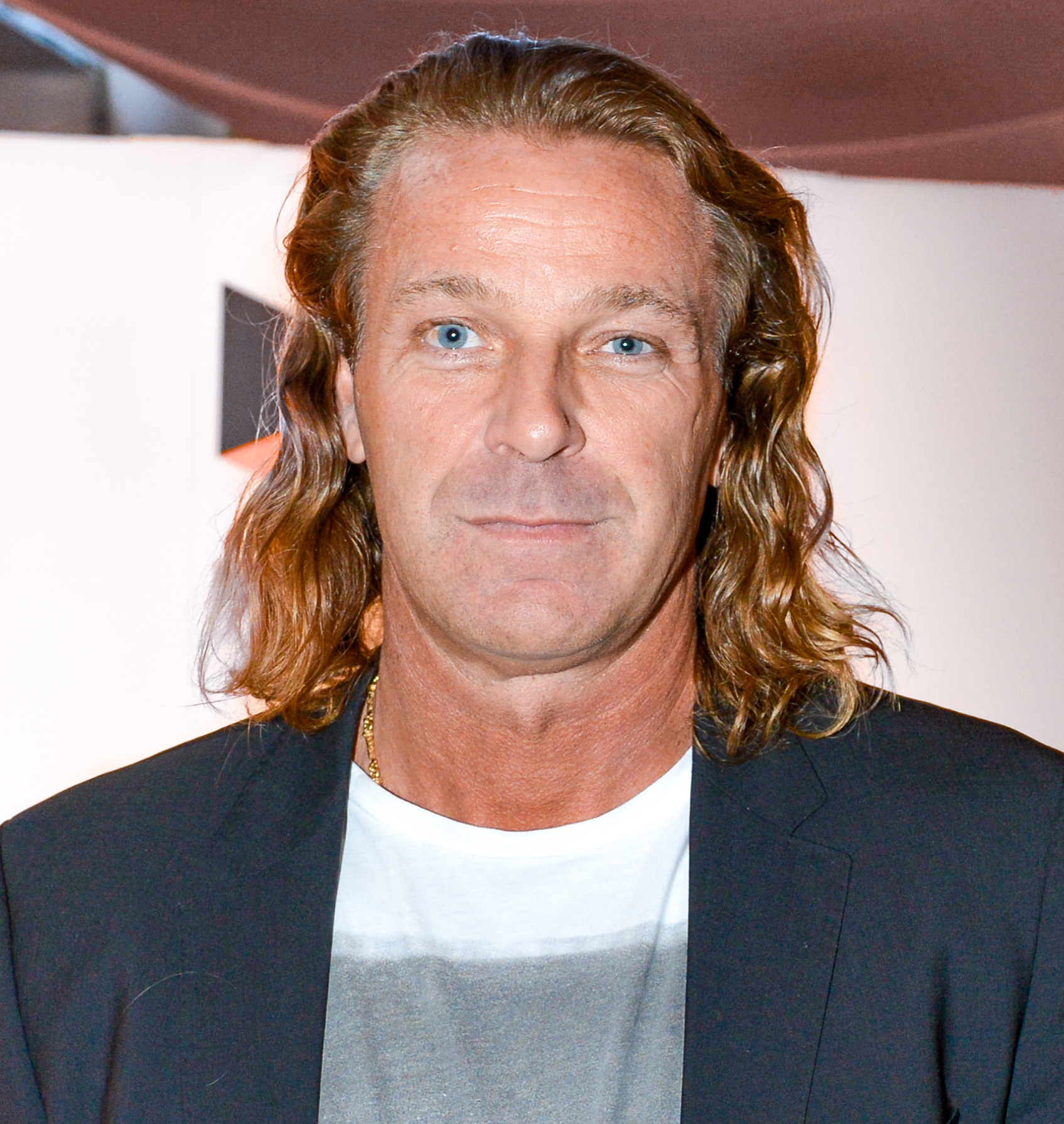
Patrik Sjöberg

Skok wzwyż mężczyzn – jedna z konkurencji technicznych rozgrywanych podczas halowych mistrzostw świata w  hali Sport Csárnok w Budapeszcie. Kwalifikacje zostały rozegrane 3 marca, a finał 4 marca 1989. Zwyciężył reprezentant Kuby Javier Sotomayor, który w finale ustanowił rekord świata z rezultatem 2,43 m. Tytułu zdobytego dwa lata wcześniej w Indianapolis nie bronił Igor Paklin ze Związku Radzieckiego.

## Rezultaty

### Kwalifikacje
Do kwalifikacji przystąpiło 15 skoczków. Do finału mieli awansować zawodnicy, którzy skoczyli wysokość 2,23 m (Q), a gdyby było ich mniej niż 12, skład finał uzupełniliby kolejni najlepsi skoczkowie aż do łącznej liczby 12 (q). Kwalifikacje zakończono jednak na wysokości 2,10 m. 
Opracowano na podstawie materiału źródłowego.
| Miejsce | Zawodnik              | Wynik | Uwagi |
| ------- | --------------------- | ----- | ----- |
| 1       | Krzysztof Krawczyk    | 2,10  | q     |
| 1       | Patrik Sjöberg        | 2,10  | q     |
| 1       | Jean-Charles Gicquel  | 2,10  | q     |
| 1       | Javier Sotomayor      | 2,10  | q     |
| 1       | Georgi Dykow          | 2,10  | q     |
| 1       | Dalton Grant          | 2,10  | q     |
| 1       | Troy Kemp             | 2,10  | q     |
| 1       | Jake Jacoby           | 2,10  | q     |
| 1       | Panajotis Kontaksakis | 2,10  | q     |
| 1       | Serhij Dymczenko      | 2,10  | q     |
| 1       | Dietmar Mögenburg     | 2,10  | q     |
| 1       | Carlo Thränhardt      | 2,10  | q     |
| 1       | Róbert Ruffíni        | 2,10  | q     |
| 14      | Clarence Saunders     | 2,10  | q     |
| –       | Tom McCants           | NM    |       |

### Finał
Opracowano na podstawie materiału źródłowego.
| Miejsce | Zawodnik              | Wynik | Uwagi       |
| ------- | --------------------- | ----- | ----------- |
| 1       | Javier Sotomayor      | 2,43  | [ 1 ] [ 3 ] |
| 2       | Dietmar Mögenburg     | 2,35  |             |
| 3       | Patrik Sjöberg        | 2,35  |             |
| 4       | Dalton Grant          | 2,35  | [ 1 ]       |
| 5       | Carlo Thränhardt      | 2,33  |             |
| 6       | Krzysztof Krawczyk    | 2,28  |             |
| 7       | Jake Jacoby           | 2,28  |             |
| 8       | Róbert Ruffíni        | 2,28  |             |
| 9       | Serhij Dymczenko      | 2,28  |             |
| 9       | Panajotis Kontaksakis | 2,28  | [ 1 ]       |
| 11      | Georgi Dykow          | 2,25  |             |
| 12      | Jean-Charles Gicquel  | 2,25  |             |
| 13      | Troy Kemp             | 2,25  |             |
| 14      | Clarence Saunders     | 2,20  |             |